# Rybnoje (Kaliningrad, Gurjewsk)
Rybnoje (russisch Рыбное, deutsch Steinbeck) ist ein Ort in der russischen Oblast Kaliningrad. Er gehört zur kommunalen Selbstverwaltungseinheit Stadtkreis Gurjewsk im Rajon Gurjewsk.

## Geographische Lage
Das Dorf liegt in der historischen Region Ostpreußen, zwölf Kilometer südöstlich der Stadt Kaliningrad (Königsberg).

## Geschichte

Steinbeck, südöstlich von Königsberg und westlich von Tapiau, auf einer Landkarte von 1910 (siehe rechte Bildhälfte).

Das früher Steinbeck genannte Dorf wurde im Jahre 1379 gegründet. Der mit drei Gütern versehene Ort wurde am 30. April 1874 Amtsdorf und damit namensgebend für den Amtsbezirk Steinbeck im Landkreis Königsberg (Preußen) (1939 bis 1945 Landkreis Samland) im Regierungsbezirk Königsberg der preußischen Provinz Ostpreußen. Im Jahre 1910 zählte die Landgemeinde Steinbeck 440 Einwohner, im Gutsbezirk (Adlig) Steinbeck lebten 94, in Steinbeck-Anker 7 und in Steinbeckellen 73 Menschen.
Im Jahre 1923 wurde Steinbeck-Anker in die Landgemeinde Steinbeckellen eingegliedert, und der Gutsbezirk Steinbeck kam 1928 zur Landgemeinde Steinbeck. Schließlich wurde die Landgemeinde Steinbeckellen 1935 in die Landgemeinde Horst (heute nicht mehr existent) im Amtsbezirk Löwenhagen (heute russisch: Komsomolsk) überführt. Die „Restgemeinde“ Steinbeck zählte 1939 insgesamt 815 Einwohner.
Nach Ende des Zweiten Weltkrieges wurde das nördliche Ostpreußen und mit ihm Steinbeck von der Sowjetunion besatzungsrechtlich in eigene Verwaltung genomen. Im 1947 Jahr erhielt der Ort den russischen Namen Rybnoje und wurde gleichzeitig dem Dorfsowjet Selenopolski selski Sowet im Rajon Kaliningrad zugeordnet. Später gelangte der Ort in den Lugowskoi selski Sowet im Rajon Gurjewsk. Von 2008 bis 2013 gehörte Rybnoje zur Landgemeinde Lugowskoje selskoje posselenije und seither zum Stadtkreis Gurjewsk.

## Amtsbezirk Steinbeck (1874–1945)
Der im Jahre 1874 neu errichtete Amtsbezirk Steinbeck bildete sich anfangs aus acht Landgemeinden bzw. Gutsbezirken:
| Name            | Russischer Name | Bemerkungen                                                          |
| --------------- | --------------- | -------------------------------------------------------------------- |
| Landgemeinden:  |                 |                                                                      |
| Kraussen        | Borissowo       |                                                                      |
| Gutenfeld       | Lugowoje        |                                                                      |
| Steinbeck       | Rybnoje         |                                                                      |
| Steinbeckellen  |                 | 1935 in die Landgemeinde Horst (Amtsbezirk Löwenhagen) eingegliedert |
| Gutsbezirke:    |                 |                                                                      |
| Kaveling        | Sosnowka        | 1928 in die Landgemeinde Steinbeck eingegliedert                     |
| Kraussenhof     |                 | 1920 in die Landgemeinde Kraussen eingegliedert                      |
| Steinbeck       | Rybnoje         | 1928 in die Landgemeinde Steinbeck eingegliedert                     |
| Steinbeck-Anker |                 | 1924 in die Landgemeinde Steinbeckellen eingegliedert                |

Am 1. Januar 1945 gehörten aufgrund der vorhergehenden Umstrukturierungen noch drei Gemeinden zum Steinbecker Amtsbezirk: Gutenfeld, Kraussen und Steinbeck.

## Kirche
Steinbeck ist ein altes Kirchdorf. Schon recht früh hielt hier die Reformation Einzug. War anfangs das Nachbardorf (Adlig) Neuendorf (heute im Moskauer Rajon der Stadt Kaliningrad gelegen) eine Filialgemeinde, so wurden beide Orte dann zu einem Pfarrsprengel vereinigt. Früher unterstand die evangelische Pfarrei mit Sitz in Steinbeck dem Patronat von Altstadt (Königsberg) und gehörte zur Inspektion Altstadt. Im Dezember 1542 führte Herzog Albrecht (Preußen) eine Visitation im Kirchspiel Steinbeck-Neuendorf durch.
Bis 1945 war Steinbeck-Neuendorf ein Kirchspiel im Kirchenkreis Königsberg-Land I innerhalb der Kirchenprovinz Ostpreußen der Kirche der Altpreußischen Union.
Heute ist Rybnoje kein Kirchdorf mehr. Der Ort liegt im Einzugsgebiet der evangelisch-lutherischen Auferstehungskirche in  Kaliningrad (Königsberg) innerhalb der Propstei Kaliningrad der Evangelisch-lutherischen Kirche Europäisches Russland (ELKER).

### Kirchspielorte (bis 1945)
Zum Kirchspiel Steinbeck-Neuendorf gehörten bis 1945 die Ortschaften:
| Name        | Russischer Name |  | Name              | Russischer Name |
| ----------- | --------------- |  | ----------------- | --------------- |
| Gutenfeld   | Lugowoje        |  | (Adlig) Neuendorf | Rschewskoje     |
| Kaveling    | Sosnowka        |  | Steinbeck         | Rybnoje         |
| Kraussen    | Borissowo       |  | Steinbeck-Anker   |                 |
| Kraussenhof |                 |  | Steinbeckellen    |                 |

### Pfarrer (bis 1945)
In der Pfarrei Steinbeck-Neuendorf waren von der Reformation bis zum Jahr 1945 24 evangelische Geistliche tätig:
- NN., 1525.
- Christoph Praal, 1528–1568
- Bartholomäus Haufler, 1568–1571
- Justus Hedio, 1575–1577
- Salomo Metzdorf (30 Jahre)
- Fabian Radewaldt, 1607–1634
- Johannes Radealdt, 1639.
- Georg Radewaldt, 1649.
- Fabian Radewaldt, bis 1653.
- Friedrich Funck, 1653–1654
- Johann Groß, 1654–1687
- Christoph Wilhelm Quandt, 1688–1704
- Christian Bedau, 1704–1708
- Johann Friedrich Stoltzenberg, 1709–1749
- Martin Friedrich Siebert, 1749–1781
- Otto Ferdinand Hoffmann, 1781–1811
- Carl Gottfried Vierling, 1811–1823
- Gustav Adolf Ed. Th. Steinorth, ab 1823.
- Hieronymus von Duisburg, 1845–1869
- Theodor Adolf A. L. Pastenaci, 1869–1873
- Leopold Eugen Muellner, 1873–1882
- Carl Louis Franz Sommer, 1883–1911
- Hans Rohde, 1911–1925
- Viktor Felix Reiß, 1926–1945

### Kirchenbücher
Von den Kirchenbüchern des Kirchspiels Steinbeck-Neuendorf haben einige den Krieg überstanden und werden heute im Evangelischen Zentralarchiv in  Berlin-Kreuzberg aufbewahrt:
- Taufen: 1872 bis 1944.
- Trauungen: 1842 bis 1944.
- Beerdigungen: 1842 bis 1944.

Außerdem liegen Namensverzeichnisse bereits ab 1749 vor.

## Söhne und Töchter des Ortes
- Gerlinde Schnell (* 1942), deutsche Politikerin (SPD)

## Verkehr
Anschluss an das Straßennetz besteht über die  Regionalstraße 27A-025 (ex R 508) von Lugowoje (Gutenfeld) in Richtung Gwardeisk (Tapiau) und Snamensk (Wehlau).
Die nächste Bahnstation ist Lugowoje-Nowoje an der Bahnstrecke Kaliningrad–Tschernyschewskoje (ehemalige Preußische Ostbahn).